# Rudolf Schreiber
Rudolf Antoni Schreiber (ur. 22 listopada 1906 w Vamie, zm. wiosną 1940 w Charkowie) – kapitan dyplomowany artylerii Wojska Polskiego, ofiara zbrodni katyńskiej.

## Życiorys
Urodził się 22 listopada 1906 roku w Vamie, w Rumunii, w rodzinie Franciszka i Karoliny z Madejów. W 1926 roku, po ukończeniu Korpusu Kadetów Nr 2 w Modlinie, został podchorążym Oficerskiej Szkoły Artylerii w Toruniu. 15 sierpnia 1928 roku Prezydent RP mianował go podporucznikiem ze starszeństwem z dniem 15 sierpnia 1928 roku i 103. lokatą w korpusie oficerów artylerii, a Minister Spraw Wojskowych wcielił do 4 pułku artylerii polowej w Inowrocławiu. Porucznik ze starszeństwem z dniem 1 stycznia 1931 roku. W latach 1934–1936 był słuchaczem Kursu Normalnego Wyższej Szkoły Wojennej w Warszawie. Na stopień kapitana został mianowany ze starszeństwem z 19 marca 1937 i 131. lokatą w korpusie oficerów artylerii. Wiosną 1939 roku pełnił służbę w 29 pułku artylerii lekkiej w Grodnie na stanowisku dowódcy 5. baterii. Następnie został przydzielony do Dowództwa Obszaru Warownego „Wilno”.
18 września 1939 roku we Lwowie płk dypl. Jarosław Szafran, dowódca rezerwowej 35 Dywizji Piechoty wymienił go w rozkazie dziennym nr 1, jako oficera operacyjnego sztabu dywizji.
Według Ludwika Głowackiego 26 września 1939 roku przybył do Włodawy na czele „oddziału fortecznego w sile około 80 ludzi i pieszych lotników (około 70 ludzi), który został zakwaterowany w miejscowej szkole”.
W czasie kampanii wrześniowej 1939 roku – po agresji ZSRR na Polskę – w nieznanych okolicznościach dostał się do niewoli sowieckiej. Przebywał w obozie w Starobielsku. Wiosną 1940 roku został zamordowany przez funkcjonariuszy NKWD w Charkowie i pogrzebany potajemnie w bezimiennej mogile zbiorowej w Piatichatkach, gdzie od 17 czerwca 2000 roku mieści się oficjalnie Cmentarz Ofiar Totalitaryzmu w Charkowie. Figuruje na Liście Starobielskiej NKWD, pod poz. 3785.
5 października 2007 roku minister obrony narodowej Aleksander Szczygło mianował go pośmiertnie na stopień majora. Awans został ogłoszony 9 listopada 2007 roku w Warszawie, w trakcie uroczystości „Katyń Pamiętamy – Uczcijmy Pamięć Bohaterów”.

## Odznaczenia
- Srebrny Krzyż Zasługi[5]
- Medal Pamiątkowy za Wojnę 1918-1921 „Polska Swemu Obrońcy”[1]
- Medal Dziesięciolecia Odzyskanej Niepodległości[1]